# Sri Nisargadatta Maharaj
Sri Nisargadatta Maharaj (født på Hanumans fødselsdag, 18. marts 1897 i Mumbai, død 8. september 1981) regnes for en af det 20. århundredes største indiske mystikere.

## Biografi
Sri Nisargadatta Maharaj hed oprindeligt Maruti Shivrampant Kambli. Fra ca. 1899 til 1920 boede Maruti med sin familie i landsbyen Kandalgoon. 1920 flyttede Maruti med sin ældste bror tilbage til Mumbai for at finde arbejde. Han arbejdede i et stykke tid som kontorist, men startede snart sin egen butik, en tobakshandel og fik så stor succes, at han kunne åbne flere butikker.
I 1925 giftede han sig med Sumatibai og fik med hende tre døtre og en dreng. Kort tid efter hans bryllup begyndte han at dyrke yoga. En ven introducerede ham i 1932 til Sri Siddharameshwar Maharej, en leder indenfor den hinduistiske Nath Sampradaya linje. Maruti blev elev hos Sri Siddharameshwar. Her lærte han, at han ikke var identisk med sin krop, og at han kunne lære sit sande jeg at kende ved simpelthen at dvæle ved følelsen ”Jeg er”.
Sri Siddharameshwar døde i 1936. Maruti, der på dette tidspunkt var nået meget langt i sin spirituelle udvikling, besluttede sig for at forlade sin familie og verdslige karriere og blive en omvandrende munk. I løbet af denne vandring, der kom til at vare 8 måneder, mødte han en af Siddharameshwars meddiciple. Han formanede Maruti om, at det var mere meningsfuldt at leve et åndeligt liv i verden frem for at afskære sig fra den. Maruti besluttede sig for at vende tilbage til Mumbai, og det var på hjemrejsen, at han endeligt erkendte sit jeg som identisk med det Absolutte.
Tilbage i Mumbai tog Maruti navnet Nisargadatta, der betyder: den, der dvæler i den naturlige tilstand, og genåbnede sin butik. Ovenpå denne butik, i Khetwadi 10th Lane, holdt han åben hus for folk, der kom fra nær og fjern for at få interviews og samtale med ham om hans erkendelse. Han skrev ikke selv bøger, men mange af de interviews, han holdt, er blevet samlet og udgivet. Den første og bedst kendte samling blev udgivet på engelsk under titlen "I am That" (1973). Denne bog er oversat til flere sprog, heriblandt dansk under titlen ”Jeg er det” (1988).
I 1981 fik han diagnosen strubekræft og døde 8. september 1981.

## Lære
Sri Nisargatta betegnede selv sin lære som jnana-yoga og som advaita filosofi, men selvom hans sprogbrug var præget af disse klassiske indiske læresystemer, talte han primært ud fra sin egen mystiske erfaring. Hans lære går kort fortalt ud på følgende:
Der er ingen individuelle eksistenser. Der er kun kroppe (’mad-kroppe’ kalder Nisargadatta dem, da de er skabt af føde) gennem hvilke bevidsthed, som er én og universel, kommer til. Derfor er det forkert at tro, at vores ’jeg’ er separat fra andre ’jeg’-er. Vi tror, at vi er vores kroppe, men vi kan forholde os til vores krop, og er derfor ikke vores krop. Tilsvarende er vi heller ikke de identiteter, vi giver os selv gennem vores tanker: mand, kvinde, barn, gammel osv. Hvad vi i første omgang erkender, vi er, er vores bevidsthed. At ’jeg er’ følger af, at der er en bevidsthed. Derfor gælder det ifølge Nisargadatta at dvæle på ’Jeg er’, altså vores bevidsthed. Det gør man ved kun at leve som om man er vidne til verden og ens egne handlinger. Ved stædigt at dvæle på bevidsthed og meditere på den, vil vi hen ad vejen erfare, at vores krop og verden omkring den er en illusion, en drøm. Følger vi denne vej vil vi endda erfare, at vi end ikke er vores bevidsthed. Vi er den grundlæggende Væren, som bevidsthed og verden er skabt af, men som modsat bevidstheden og verden, der begge er tidslige, er evig og ifølge Nisargadatta ren kærlighed og glæde.